# Pinus teocote
Pinus teocote Schiede ex Schltdl. & Cham. – gatunek drzewa z rodziny sosnowatych (Pinaceae). Sosna ta występuje w Meksyku. Występowanie w Gwatemali nie jest potwierdzone.

## Morfologia
PokrójDrzewo średniej wielkości. Korona młodych drzew stożkowata i gęstsza, z wiekiem zaokrąglona. Gałęzie dorosłych drzew poziome lub lekko opadające.
PieńOsiąga wysokość od 8 do 25 m. Kora spękana na grube, nieregularne, podłużne płaty, ciemnobrązowa. U młodych drzew kora jest czerwonawa, cienka i łuszcząca się.
LiścieIgły zebrane po 3 na krótkopędach, rzadko po 4. Grube, sztywne, o długości 8–15 cm, brzegiem drobno ząbkowane.
SzyszkiSzyszki żeńskie jajowate do stożkowatych, o długości 4–7 cm, jasnobrązowe. Nasiona mają rozmiar ok. 4 mm, są szarawo-brązowe, opatrzone skrzydełkiem o długości 10–15 mm.

## Biologia i ekologia
Igły posiadają dwa do pięciu kanały żywiczne, rzadko więcej. Szyszki nasienne dojrzewają w zimie, otwierają się wkrótce potem, a następnie opadają.
Sosna ta rośnie na wysokościach 1000–3000 m. Na południu zasięgu występuje na suchych, kamienistych stokach, na północy raczej na wilgotnych glebach.
W okolicy miasta San Miguel w San Luis Potosí towarzyszą tej sośnie okazy Pinus montezumae oraz P. greggii var australis. Występuje także z Pinus leiophylla, Pinus cembroides, Pinus engelmannii lub Pinus patula.
Jest gospodarzem rośliny pasożytniczej Arceuthobium globosum subsp. grandicaule na południu Meksyku, Arceuthobium rubrum w Durango i Sinaloa oraz A. nigrum (pasożyty pędowe). 

## Systematyka i zmienność
Pozycja gatunku w obrębie rodzaju Pinus:
- podrodzaj Pinus
  - sekcja Trifoliae
    - podsekcja Australes
      - gatunek P. teocote

## Zagrożenia
Międzynarodowa organizacja IUCN przyznała temu gatunkowi kategorię zagrożenia LC (least concern), czyli jest gatunkiem o niskim ryzyku wyginięcia.